# Fire Emblem Monshō no Nazo
Fire Emblem: Mystery of the Emblem là một trò chơi trò chơi nhập vai chiến thuật do Intelligent Systems phát triển và Nintendō phát hành năm 1994 trên hệ máySuper Famicom. Đây là phần thứ ba trong loạt Fire Emblem.
Năm 1996, KSS Inc. chế tác bộ Anime Monshō no Nazo (OVA) nhưng đã dừng lại ở con số 2 tập.
Nhóm phát triển cho biết họ có ý định làm tiếp phần sau của Ankoku Ryū trên máy Super Famicom ngay sau khi phát hành Fire Emblem Gaiden. Họ muốn các nhân vật cũ xuất hiện lại lần nữa và sẽ hoạt động thống nhất đại lục Akania, hoàn tất chiến sử của đại lục này.

## Khái yếu
Fire Emblem Monshō no Nazo bao gồm 2 bộ. Bộ 1 chính là bản remake của tác phẩm đầu tiên trong series với nội dung xoay quanh cuộc chiến của các anh hùng tập trung dưới lá cờ "dấu ấn lửa" chống lại cái ác đang lan truyền khắp đại lục. Bộ 2 nhắc nhiều đến lịch sử đại lục Akania, nguồn gốc và truyền thuyết của các vương quốc. Người chơi có thể bắt đầu chơi từ bộ 1 hoặc bộ 2. Nếu thỏa mãn một số điều kiện (thuật bên dưới) thì có thể chuyển tiếp sang bộ 2 sau khi kết thúc bộ 1. 
Vì khả năng phần cứng đã được nâng cao so với trước nên đồ họa ở phiên bản này được cải thiện rất đáng kể so với phiên bản Ankoku Ryū to Hikari no tsurugi. Độ khó của phiên bản này cũng giảm nhiều so với bản Ankoku Ryū vốn khét tiếng là rất khó, nhưng ngược lại mọi yếu tố đều có sự cân bằng rất tốt. Monshō no Nazo còn được xem là một tác phẩm tiêu biểu trong series Fire Emblem. Phiên bản này đã đem lại cho FE một lượng fan hâm mộ đáng kể, khiến nó trở thành một trong những game được yêu thích nhất mọi thời đại. Monshō no Nazo được yêu thích đến độ chiếm vị trí số 1 của tạp chí Famitsū trong một năm liền và năm 2006, nó là phiên bản Fire Emblem duy nhất lọt vào top 100 game do độc giả tạp chí này bình chọn.
Về đồ họa, ban đầu nó được dự định phát triển theo phong cách kịch họa, nhưng cuối cùng lại được phát triển theo phong cách Anime và từ đó định hình luôn phong cách đồ họa cho cả series.
Ở phiên bản này, các Unit cưỡi ngựa, phi long buộc phải xuống ngựa khi chiến đấu trong thành, lâu đài. Vì thế phát sinh thêm 2 command xuống và lên ngựa. Monshō no Nazo còn khác Ankoku Ryū ở chỗ người chơi có thể đầu hàng nếu thấy sắp thua trong đấu trường. Monshō no Nazo còn có một cải tiến nữa là người chơi có thể chọn lựa xem cảnh Anime chiến đấu hoặc không xem, từ đó hình thành nên khái niệm chiến đấu ngoài map mà các phiên bản sau đều có.
Đây cũng là lần đầu tiên Class con hát xuất hiện. Class này có khả năng hồi phục lượt đi cho các Unit đã hành động. Từ đó về sau, binh chủng này luôn đóng vai trò quan trọng trong chiến thuật ở các bản sau.
Trưởng thiết kế: Kaga Shōzō, cha đẻ của Fire Emblem.
Đạo diễn: Terasaki Keisukei, một trong những người khai phá Nintendō.
Trưởng lập trình: Narita Tsū, thành viên IS (Intelligent Systems).
Đồ họa: Koya Katsuyoshi.
Âm nhạc: Yokotsuji Yuka (IS).
Sản xuất: Yokoi Gumpei (Nintendō)

## Nội dung

### Bộ 1: Chiến tranh hắc ám
Bộ 1 của Monshō no Nazo chính là bản remake của Ankoku Ryū to Hikari no tsurugi, nhưng bản remake này khác với phiên bản Shin Ankoku Ryū to Hikari no ken. Các chương số 4, 9, 13, 18, 21 và các nhân vật shooter, Rifu phe đồng minh trong Ankoku Ryū to Hikari no tsurugi đã bị xóa đi trong bộ 1 của Monshō no Nazo. Vì thế, nội dung của chương 25 trong phiên bản Ankoku Ryū đã được chuyển thành chương 20, chương cuối cùng của bộ 1. Ngoài ra, bối cảnh đại lục Akania, Fire Emblem và long tộc Mamkut đều có ít nhiều thay đổi. Hệ thống nhân vật cũng có ít nhiều biến đổi, thêm mới so với trước. Tỷ suất gia tăng các chỉ số sức mạnh của nhân vật khi level up cũng gia tăng so với trước. Mặt khác, các chỉ số sức mạnh của phe địch được giảm xuống, người chơi có thể đầu hàng nếu thấy sắp thua trong đấu trường nên nhìn chung, Monshō no Nazo được đánh giá là dễ hơn so với Ankoku Ryū.
Ở bộ 1, nếu người chơi có đầy đủ các nhân vật trong đội hình và không để chết bất cứ thành viên nào thì sau khi kết thúc chương 20 sẽ tự động chuyển sang bộ 2. Tuy nhiên, các chỉ số nhân vật đã xuất hiện ở bộ 1 không được giữ nguyên khi chuyển sang bộ 2 mà tất cả đều được reset lại theo mặc định của bộ 2.
Nội dung của bộ 1 không khác gì so với nội dung của Ankoku Ryū ngoại trừ một số thay đổi trong cách gọi tên quốc gia và có giải thích thêm nguồn gốc, truyền thuyết của các nước ở bộ 2, thêm tên tuổi một số nhân vật không tên trong Ankoku Ryū. Chẳng hạn, vương quốc Akania được gọi là "thánh vương quốc Akania", đất nước được thần linh bảo hộ trong Monshō no Nazo; quốc vương đảo Taris giờ đã có tên là Mostin, quốc vương Akania đời thứ nhất là Adra;…

### Bộ 2: Chiến tranh anh hùng
Một phần lớn nhân vật từng xuất hiện ở bộ 1 cũng xuất hiện ở bộ 2. Tuy nhiên, mức độ khó của bộ 2 cao hơn so với bộ 1 và ở bộ này, quân đồng minh không có nhân vật nào sử dụng búa rìu như bộ 1, đây cũng là lần đầu tiên binh chủng con hát xuất hiện. Số lượng Item, vũ khí có thể lấy được ở bộ này cũng nhiều hơn, những món Item đặc thù như ngọc sinh mạng, ngọc hắc ám cũng lần lượt được giải thích và xuất hiện ở bộ 2. Giống như bộ 1, bộ 2 cũng bao gồm 20 chương nhưng nếu thỏa mãn được điều kiện nhất định (có ngọc ánh sáng và ngọc tinh tú) thì sẽ xuất hiện thêm 2 chương mới. Do đó kết thúc cũng khác nhau tùy thuộc vào việc có thỏa mãn điều kiện nên trên hay không. Nếu người chơi hoàn thành bộ 1 với đầy đủ quân số sẽ được chuyển tiếp sang bộ 2, sau khi hoàn thành bộ 2 sẽ xuất hiện niên biểu của đại lục Akania.
Nội dung bộ 2 xoay quanh việc các nữ tu mang dòng máu cao quý của các vương gia mất tích. Mở đầu bằng việc Hoàng đế Hardin sau khi lên ngôi đã lệnh cho Aritia xuất binh chinh phạt Grunia, bộ 2 dần dần tiết lộ nhiều bí mật khủng khiếp liên quan đến Hardin và ngọc bóng tối, tư tế Garnef. Nếu thỏa mãn điều kiện người chơi có được ngọc ánh sáng và ngọc bóng tối, sau khi đánh bại Hardin ở chương 20 thì 2 chương cuối cùng sẽ xuất hiện. Hoàn thành 2 chương này mới được xem là kết thúc thực của game.

## Game Play
So với Ankoku Ryū, Monshō no Nazo có nhiều điểm dị biệt. Đầu tiên, nhiều loại binh chủng đã trở thành Class chuyên dụng của địch và tên gọi cũng được thay đổi. Monshō no Nazo còn có thêm một số Class mới so với phiên bản trước. Thay đổi lớn nhất ở mặt binh chủng chính là việc kỵ binh không thể cưỡi ngựa chiến đấu trong thành như trước nữa. Thay vào đó, hệ kỵ sĩ sẽ có thêm command xuống và lên ngựa. Khi cưỡi ngựa, các binh chủng này sử dụng giáo, khi bỏ ngựa chỉ dùng được kiếm như bị binh. Hệ giáp trụ hạ cấp (Armour Knight) không thể dùng kiếm như trước mà chỉ trang bị được giáo, thay vào đó là khả năng Class change sang hệ giáp trụ thượng cấp (General). Hệ tăng lữ bị bãi bỏ, thay vào đó là hệ nữ tu (Sister) có cùng chức năng nhưng giờ có thể nhận được điểm exp khi dùng gậy phép hỗ trợ. Long thạch của Mamkut cũng xuất hiện giới hạn số lần sử dụng, không còn vô hạn như trước.

## Thuật ngữ
Falcion (ファルシオン)
Thần kiếm chỉ mình vương tử Marusu sử dụng được. Narga, vị vua của thần long tộc vì muốn bảo vệ loài người khỏi sự đe dọa của các chủng tộc rồng khác nên đã nhổ chiếc răng của mình làm thành vũ khí. Falcion là món vũ khí duy nhất gây thương tích lớn đối với Hắc ám long. Tên gọi này bắt nguồn từ Falchion, một loại kiếm to bản của người Normal sử dụng từ thế kỷ 11~16.
Mamkut (マムクート)
Long tộc, từng là thành phần ưu tú nhất, xây dựng nền văn minh rực rỡ nhất đại lục. Sau long tộc bắt đầu suy thoái, để đối phó với tình trạng này, một phần đã chọn cách phong ấn sức mạnh hóa rồng của mình vào những viên long thạch. Nhưng số khác lại phản đối cách này và cuối cùng đã hoàn toàn mất hết lý tính, biến thành dã long hung bạo. Long tộc gồm có các bộ tộc: hỏa long, băng long, phi long, ma long, địa long và thần long.
Fire Emblem
Chiếc khiên chạm trổ hoa văn lửa, vật gia bảo của vương gia Akania. Fire Emblem vốn là chiếc khiên phong ấn được cất giữ ở thần điện Rhaman, sau bị đạo tặc Adra lấy trộm rồi thay đổi hình dạng.